# Inwonerspartij Toekomst Houten
Inwonerspartij Toekomst Houten, afgekort tot ITH, is een in 2005 opgerichte lokale politieke partij uit de Nederlandse gemeente Houten. Het idee voor oprichting van een nieuwe lokale partij ontstond uit onvrede met de (toenmalige) lokale politiek in Houten. Robert van der Ham en Aad Verkade zijn de beide formele oprichters van de partij. Aanvoerder van de partij werd Gerard Zandbergen, die voor de tweede keer in zijn politieke loopbaan uit de fractie van het CDA was gestapt.
Oorspronkelijk wilde ITH zichzelf Inwonerspartij Transparant Houten noemen. Omdat de oprichters zich niet wilden aansluiten bij de politieke beweging Nederland Transparant, mocht deze naam niet worden gebruikt.

## Gemeenteraadsverkiezingen 2006
ITH kwam na de gemeenteraadsverkiezingen van 2006 met ruim acht procent van de stemmen in de gemeenteraad met twee zetels. De aanhang was vooral groot in het zuidwesten van Houten; op het stembureau bij de Plantage stemde zelfs 25 procent van de stemmers op ITH. ITH maakte zich sterk voor het weren van windturbines vlak naast de wijken De Hoon en Schonauwen. Deze windmolens zouden 150 meter hoog worden en alleen de VVD en ITH waren tegen deze plannen.
In 2006 namen Gerard Zandbergen en Aad Verkade zitting in de Houtense gemeenteraad. Toen na verloop van tijd Aad Verkade voor zijn werkgever naar Duitsland vertrok werd zijn plaats ingenomen door Michel Hofstee.

## Gemeenteraadsverkiezingen 2010
Bij de gemeenteraadsverkiezingen van 3 maart 2010 werd ITH met 5 zetels en 18,12 procent van de stemmen de grootste partij van Houten. Opnieuw haalde de partij veel winst in het zuidwesten van Houten. Op het stembureau Polder/De Waters, vlak naast de beoogde locatie van de windmolens, stemde 37,3% voor ITH.
ITH beschouwt dit succes als een duidelijke tegenstem voor de windmolenplannen van de gemeenteraad, maar vooral voor de actieve wijze waarop de partij zich in de eerste raadsperiode van haar bestaan wist te profileren en onderscheiden. ITH nam het initiatief tot collegevorming en riep alle partijen op tot transparante onderhandelingen. Hoewel deze oproep niet met negatieve geluiden werd beantwoord, vormden uiteindelijk VVD, CDA, PvdA en D66 een college. ITH kwam daarmee in de oppositie terecht. Op 30 september 2013 stuurde raadslid Aad Verkade een persbericht uit, waarin hij aankondigde samen met Michel Hofstee de fractie te verlaten.

## Gemeenteraadsverkiezingen 2014
Bij de gemeenteraadsverkiezingen van 19 maart 2014 werd ITH met 4 zetels en met 14,53 procent van de stemmen de 2e partij van Houten. Vanwege haar windmolenstandpunt bij de Goysebrug werd ITH buiten het college gehouden. Op 25 oktober 2017 maakte de lijsttrekker van D66-Houten de overstap naar ITH. Daardoor groeide het aantal zetels in de gemeenteraad naar 5.

## Gemeenteraadsverkiezingen 2018
Na de gemeenteraadsverkiezingen van 21 maart 2018 werd ITH met 5 zetels gekozen in de Houtense gemeenteraad. Samen met de twee andere winnaars (CDA en GroenLinks) werden gesprekken gevoerd om een college te vormen. Opnieuw werd ITH aan de kant geschoven. Dit keer was de reden dat het vertrouwen ontbrak en kreeg de partij het verwijt te veel voor de inwoners op te komen. Fractievoorzitter Gerard Zandbergen was de nestor van de Houtense gemeenteraad.
Op 4 mei 2019 overleed Gerard Zandbergen. Raadslid Hanny Van Doorn-van Bijlevelt werd fractievoorzitter.

## Gemeenteraadsverkiezingen 2022
In 2022 is ITH de grote winnaar van de gemeenteraadsverkiezingen. De partij haalde twee keer zoveel zetels als de nummer 2 (D66). De winst van ITH wordt verklaard in de weerstand van de bevolking tegen de bouwplannen van het college. Deze waren een jaar eerder via een raadgevend referendum weggestemd. Naast ITH wonnen ook twee andere partijen die zich hadden verzet tegen deze bouwplannen en verloren bijna alle andere partijen.